# Суперкубок Туркменистана по футболу 2011
Суперкубок Туркменистана по футболу 2011 года прошёл 25 июня в Ашхабаде на стадионе «Ниса». В матче встречались действующий чемпион и обладатель кубка Туркменистана балканабадский «Балкан» и вице-чемпион страны ашхабадский Алтын Асыр. Балканабатский клуб, будучи чемпионом страны, являлся номинальным хозяином поля. Победителями стали «нефтяники», победившие со счётом 4:2.

## Подробности
| 25 июня 2011                                                                 | \| Балкан \| 4:2 \| Алтын Асыр \| \| Евгений Ткаченко 35′ · Виталий Аликперов 48′, 63′ · Гуванчмухамед Овеков 84′ \| Голы \| Бегмурад Балакаев 44′ · Юсуп Оразмамедов 83′ \| | Стадион: Ниса, Ашхабад                       |
| Отчёт АФК                                                                    | |                                              |
| СМИ: Золотой Век / Туркменистан.ру                                           | |                                              |
| Балкан                                                                       | 4:2 | Алтын Асыр                                   |
| Евгений Ткаченко 35′ · Виталий Аликперов 48′, 63′ · Гуванчмухамед Овеков 84′ | Голы | Бегмурад Балакаев 44′ · Юсуп Оразмамедов 83′ |